# Повесть о безрассудно-любопытном
«Повесть о безрассудно-любопытном» или «Безрассудно-любопытный» (исп. El curioso impertinente) — новелла испанского писателя Мигеля де Сервантеса, включённая им в первый том «Дон Кихота» (опубликован в 1605 году). Рукопись новеллы друзья главного героя находят в сундуке, забытом на постоялом дворе, и толедский каноник читает её вслух (другая повесть, «Ринконете и Кортадильо», остаётся непрочитанной). Сервантес считал эту повесть «встроенной» в отличие от остальных, «непристроенных». Исследователи относят «Повесть о безрассудно-любопытном» к «концептуальным новеллам».
Главный герой повести, флорентиец Ансельмо, счастлив в браке, но отсутствие проблем само по себе настораживает его, и он решает проверить жену на верность. Это приводит к трагическим последствиям. Использованный Сервантесом мотив испытания использовался до него Боккаччо в «Декамероне», Джеффри Чосером в «Кентерберийских рассказах».